# 葉宗春
葉宗春（1519年—？），字仁卿，號鶴墩，直隸徽州府祁門縣人，民籍，明朝政治人物。

## 生平
嘉靖十六年丁酉科（1537年）應天府鄉試第五十三名舉人。嘉靖三十五年（1556年）中式丙辰科會試第六十九名，二甲第三十四名進士。吏部观政，授户部主事，四十二年復除原职，升员外，四十三年升郎中，四十四年（1565年）升浙江金華府知府。隆慶四年（1570年）三月升云南按察司副使。

## 家族
曾祖葉寧；祖父葉遠，壽官；父葉實，贈户部主事。前母汪氏；方氏；繼母程氏。弟宗昌、宗泽、宗盛。